# Antoni Sadlak

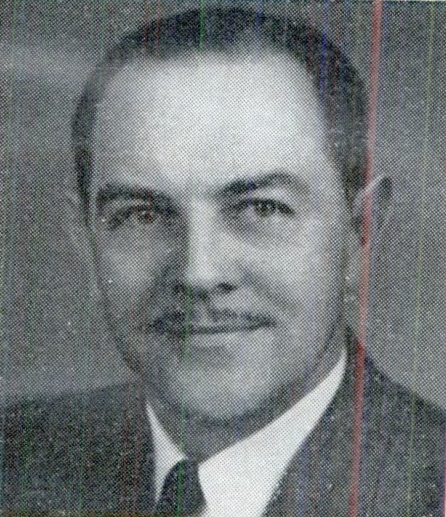
Antoni Sadlak

Antoni Nicholas Sadlak (* 13. Juni 1908 in Rockville, Tolland County, Connecticut; † 18. Oktober 1969 ebenda) war ein US-amerikanischer Politiker. Zwischen 1947 und 1959 vertrat er den Bundesstaat Connecticut im US-Repräsentantenhaus.

## Werdegang
Antoni Sadlak besuchte die öffentlichen Schulen seiner Heimat und danach bis 1926 die George Sykes Manual Training and High School. Danach studierte er bis 1931 an der George Washington University in Washington, D.C. Jura. Zwischen Juli 1941 und Dezember 1942 arbeitete Sadlak für das Bundesjustizministerium. Während des Zweiten Weltkrieges diente er zwischen März 1944 und April 1946 in der US-Marine im pazifischen Raum. Politisch war Sadlak Mitglied der Republikanischen Partei. Zwischen 1939 und 1944 arbeitete er zeitweise als Sekretär für den Kongressabgeordneten B. J. Monkiewicz. Im Jahr 1946 war Sadlak für kurze Zeit beim Bildungsministerium von Connecticut angestellt.
Bei den Kongresswahlen des Jahres 1946, die für den sechsten Abgeordnetensitz von Connecticut staatsweit abgehalten wurden, wurde Sadlak in das US-Repräsentantenhaus in Washington gewählt. Dort trat er am 3. Januar 1947 die Nachfolge des  Demokraten Joseph F. Ryter an. Nach fünf Wiederwahlen konnte er bis zum 3. Januar 1959 sechs zusammenhängende Legislaturperioden im Kongress absolvieren. In diese Zeit fielen der Koreakrieg und der Beginn der Bürgerrechtsbewegung. Bei den Wahlen des Jahres 1958 unterlag er dem Demokraten Frank Kowalski.
Nach dem Ende seiner Zeit im US-Repräsentantenhaus arbeitete Sadlak in den Jahren 1959 und 1960 für die regionale Veteranenbehörde in Hartford. 1966 wurde er zum Richter an einem Nachlassgericht in Connecticut ernannt. Dieses Amt bekleidete er bis zu seinem Tod im Oktober 1969.